# Cultura de Sabadell
La cultura de Sabadell fa referència a la cultura i tradicions d'aquesta ciutat vallesana. Sabadell té una rica història cultural, sobretot en la música, la pintura i les arts escèniques. Disposa de diversos museus, sales de concerts, teatres i d'una xarxa d'entitats de cultura popular, que donen testimoni de la creixent apreciació de la cultura dels seus ciutadans. Pel que fa als equipaments, destaquen els teatres La Faràndula i Principal, la Sala Miguel Hernández, la Biblioteca Vapor Badia, entre d'altres.
Històricament, la política cultural de Sabadell ha prioritzat el suport i recolzament a les energies culturals locals, l'estabilitat i la continuïtat en les propostes artístiques i un equilibri en el territori d'equipaments com els bibliotecaris. Precisament, el valor de Sabadell és haver fet de tot el seu potencial cultural un motor en el que totes, o almenys moltes de les seves peces giren alhora. Això, però, fa que li costi tenir una certa visibilitat concreta per algun aspecte determinat. És tota la ciutat, per la seva dinàmica cultural, la que sobresurt en el seu conjunt. Tot i la tendència progressiva d'estendre la xarxa d'equipaments públics pel territori (sobretot pel que fa a la xarxa de biblioteques), el centre històric conserva bona part de la vida política, comercial, de serveis i també cultural de la ciutat.

## Context històric
Urbanísticament, Sabadell té un centre històric molt definit i reconegut per tota la ciutat, amb un fort component identitari i on es concentra gran part de l'activitat política, institucional, cultural, social i comercial. D'altra banda, l'Eix Macià compensa aquesta centralitat històrica amb un nou centre de serveis, de comerç i lúdic, vertebrant juntament amb el Parc Catalunya, els districtes més nous del nord de la ciutat amb la zona del centre i de la Creu Alta. Alguns equipaments culturals descentralitzats (L'Estruch i la xarxa de biblioteques) també contribueixen a equilibrar territorialment la ciutat.
Associada tradicionalment a l'economia del sector del tèxtil, Sabadell va gaudir fins a la Guerra Civil d'una vitalitat obrerista i una burgesia liberal que han deixat empremtes culturals a la ciutat (associacions, equipaments, hàbits culturals, etc.). El declivi del tèxtil als anys 80 del segle xx va empènyer Sabadell a buscar nous paràmetres d'identitat i de producció. La cultura, força present i activa a la ciutat, va ser un d'ells.
Existeix a més un elevat sentiment de pertinença als barris on es viu, un fet que s'està diluint en la població més jove, que té més tendència i facilitat pels desplaçaments dins la ciutat però també cap enfora i que agafa el conjunt de Sabadell com a element d'identificació. A més, la proximitat amb Barcelona es viu com una oportunitat per gaudir de més serveis culturals. Cada cop més, la ciutadania, sobretot la més jove, pot residir, treballar, tenir la família i les amistats, gaudir del lleure i fer gestions (compres, tràmits, etc.) en municipis diferents, la qual cosa desdibuixa els límits i les identitats de barri i fins i tot del municipi.
La població de Sabadell manté vincles especialment estrets (a nivell de comerç, lleure, etc.) amb alguns municipis del seu entorn, com són Castellar del Vallès, Sant Quirze del Vallès i altres de la comarca, que constitueix el seu territori real d'influència. En canvi, amb Terrassa (amb qui comparteix la capitalitat comarcal), no sembla que Sabadell mantingui i aprofiti tot el potencial de relació pel que fa a la cultura.
Sabadell és una ciutat que ha destacat en el panorama cultural català, essent un referent en aspectes com la planificació estratègica, els equipaments escènics (La Faràndula, Principal, Ca l'Estruch, la Sala Miguel Hernández...) i les programacions sobretot escèniques i musicals. La ciutat té perfil homogeni entre sectors. Es considera que el paper de la societat civil organitzada ha estat determinant a l'hora de potenciar aquesta imatge cultural de la ciutat.
L'activitat cultural de Sabadell va créixer en paral·lel a la seva activitat financera i industrial, a mitjans del segle xix van començar a sorgir diverses iniciatives culturals, que es van anar consolidant durant els primers anys del segle xx. Durant el franquisme es va produir una dràstica davallada en l'activitat cultural, recuperada en part gràcies a la societat civil durant els darrers anys de franquisme i des de la transició. La tradició burgesa i la iniciativa obrerista i republicana (ambdues emprenedores en cultura), la situació estratègica en la comarca del Vallès Occidental i a Catalunya, així com un nucli de població amb fortes inquietuds culturals, van ser elements claus per posicionar la ciutat de Sabadell en el panorama cultural català, tant des d'una visió ciutadana interna com externa. Això es reflecteix en un fort dinamisme dels equipaments, entitats, i programes culturals.
El Mapa Cultural de Sabadell va ser la primera proposta formal de planificar la política cultural a la ciutat. Realitzat durant més de tres anys, entre 1992 i 1995, i amb una metodologia participativa molt innovadora a l'època, va tenir un gran impacte a la ciutat però també fora d'ella per tractar-se del primer exercici seriós de planificació estratègica en cultura. Referent i exemple per a altres municipis que volien definir també el seu pla estratègic, va ser l'impulsor d'aquest tipus d'estudis a Catalunya i, per extensió, a l'Estat espanyol. Aquest pla promovia facilitar l'accés a la cultura, promoure l'associacionisme, garantir els equipaments culturals necessaris, fomentar el consum, la formació i la informació culturals, donar suport als creadors, normalitzar la llengua catalana i centrar l'interès en infants i joves.
Durant la primera dècada dels anys 2000 es van aprovar tres plans integrals de govern que afectaven a la política cultural de la ciutat.

## Sectors

### Música
La música, sobretot en les seves variants de simfònica i òpera, així com la moderna, és un dels principals trets distintius de la cultura a Sabadell. El configuren sobretot la programació de concerts de l'Orquestra Simfònica del Vallès, la programació d'òpera de l'Associació d'Amics de l'Òpera de Sabadell, el Cicle de música de cambra de Joventuts Musicals, el conjunt de l'activitat de l'Estruch, i la formació al Conservatori Professional i d'altres centres privats de la ciutat.
El sector de la música clàssica, destaca especialment a Sabadell pel paper dels diferents agents públics i privats, així com per les seves programacions, qualitat d'espais, espectadors, etc. L'òpera és el principal tret distintiu de la música local. Destaca el paper de l'Associació Amics de l'Òpera de Sabadell (AOS) com a impulsora d'aquest gènere des de fa dècades. L'any 1987 i per iniciativa d'aquesta associació va néixer l'Orquestra Simfònica del Vallès (OSV), un projecte artístic i empresarial amb vocació social. S'ha de dir que l'OSV és l'única orquestra privada estable de l'Asociación Española de Orquestas Sinfónicas (AEOS), i una de les tres orquestres simfòniques professionals de Catalunya juntament amb l'OBC - Orquestra Simfònica de Barcelona i Nacional de Catalunya, i l'Orquestra Simfònica del Gran Teatre del Liceu. Aquest fet, il·lustra per si mateix la vitalitat de la música a la ciutat a partir de l'acció concertada entre la iniciativa del teixit social i el suport municipal.
L'Orquestra Simfònica del Vallès destaca per la seva temporada de concerts tant als teatres Principal i La Faràndula de Sabadell (24 temporades), com al Palau de la Música, de Barcelona (amb 16 edicions). Les produccions, que un cop estrenades per l'Orquestra a Sabadell acostumen a girar per diverses ciutats catalanes. Més enllà dels concerts i òperes programats, l'Orquestra Simfònica del Vallès proposa també el Cicle de Música de Cambra “Gradus Ad Parnassum”, que busca apropar els músics solistes convidats amb els estudiants de música. De manera complementària l'AOS i l'OSV duen a terme un nombre elevat de propostes socials i educatives per difondre la música.
Per la seva banda, Joventuts Musicals de Sabadell promou iniciatives de música clàssica i moderna com són la temporada de cambra, la temporada de jazz i músiques del món, audicions per a escolars i activitats de didàctica musical, així com el festival internacional on s'ajunten diferents gèneres musicals.
Existeix també l'associació Sabadell més Música, que impulsa els concerts amb instruments de cobla dins el repertori de cambra i simfònic. Altres propostes musicals van a càrrec de Lieder Càmera amb el seu cor de cambra, l'Acadèmia de les Belles Arts de Sabadell amb cursos i concerts de música clàssica, l'Orquestra del Sol també amb música clàssica, etc.
A nivell de formació musical formal, Sabadell compta amb diferents propostes. L'Ajuntament gestiona l'Escola Municipal de Música i Conservatori Professional. El seu objectiu és la formació artística musical de l'alumnat. L'oferta es complementa amb la d'algunes escoles privades com l'Escola de Música de la Creu Alta, el Centre d'Estudis Musicals Especialitzats o Blue Train. Un dels programes més destacats de la música moderna és el SAM: Sabadell
Acció Musical, consistent en un cicle o programa d'actuacions que es fa en diferents sales privades de la ciutat: La Sala (d'espera) i el Bar Wild Geese. És organitzat per la Coordinadora de Músics de Sabadell
i compta amb el suport de l'Ajuntament. La ciutat de Sabadell també ofereix tres bucs d'assaig a l'Estruch. Durant el mandat de Manuel Bustos es presentà diverses vegades un projecte de Ciutat de la Música que concentraria en l'Eix Macià, espai de nova centralitat urbana, un nou auditori, el Conservatori, un espai de treball per a l'Orquestra Simfònica del Vallès, i altres serveis musicals. No s'ha arribat a concretar mai.

### Arts escèniques
El sector teatral a Sabadell, compta amb una programació estable per a adults i una altra per a públic familiar. La ciutat compta amb quatre teatres de titularitat pública, així com els auditoris de les biblioteques dels barris Nord, Sud i Ponent, i altres espais de titularitat associativa. En conjunt són:
- El Teatre Principal, teatre “de ferradura” totalment renovat l'any 2007, amb un aforament de 509 localitats (292 a platea i 217 als tres pisos), i on es programa bàsicament teatre, música clàssica, música de cambra, o música per a cobla entre d'altres.
- El Teatre La Faràndula, teatre amb un aforament de 1.069 localitats (564 a platea, 328 al primer pis, i 177 a general), i on es programa sobretot els espectacles de gran format: òpera, sarsuela, dansa, els pastorets, etc.També se cedeix a entitats unes 20 vegades l'any.
- L'Estruch, no és un teatre pròpiament dit, sinó una fàbrica de creació de les arts en viu, un espai de tipus multisectorial que ocupa una antiga fàbrica dedicada a la tintoreria. Rehabilitat l'any 1995, en aquest espai es creen, produeixen i mostren espectacles de les arts en viu de caràcter emergent i contemporani. El seu vessant escènic, compta amb un espai de 190 localitats amb grada retràctil, dotació tècnica i possibilitats per a tot tipus d'espectacles, així com deu espais per a diferents usos com assaigs, produccions, muntatges de teatre, dansa, música, etc. També disposa de dos apartaments per acollir estades d'artistes en residència.
- La Sala Miguel Hernández (Lasala), programa exclusivament espectacles de caràcter infantil i familiar, constituint un dels pocs teatres d'aquestes característiques a Catalunya. Té un aforament de 302 localitats. Forma part del programa Anem al teatre de la ODA (Diputació de Barcelona), realitza formació per escoles, i acull companyies en residència a les quals dona suport per les seves produccions.
- Altres espais escènics a la ciutat són el Teatre del Sol, el teatre del Centre Parroquial Sant Vicenç, la cafeteria Àgora del Centre Cívic de Sant Oleguer,

El Festival 30 nits és de caràcter multidisciplinari: teatre, circ, música, cinema, dansa i literatura, i es desenvolupa cada juliol des de l'any 2000. El 2010, es varen programar 50 sessions en 31 dies i 9 espais.
La dansa ha viscut una forta empenta sobretot a partir de les iniciatives de Ca l'Estruch, a través de l'acolliment de projectes de dansa i creació contemporània i la seva presentació a la ciutadania.
El circ té el seu gran moment en el Festival 30 Nits i des del 2015 hi ha una carpa estable a Ca l'Estruch.
Pel que fa a la formació en teatre i dansa, la ciutat compta amb iniciatives més lligades a la pràctica amateur o derivades d'intercanvis i companyies instal·lades a Ca l'Estruch, però no compta amb una oferta de nivell professional.

### Arts visuals
El Museu d'Art de Sabadell, assumeix la responsabilitat de recerca, conservació, promoció i difusió de les arts visuals contemporànies, siguin locals o nacionals, una activitat que porta a terme des de fa molts anys tal com es pot constatar en les memòries anuals. Participa activament en les taules existents a l'efecte, com poden ser la Comissió d'Arts Visuals de la Generalitat de Catalunya. Manté una col·laboració estreta amb els centres privats i públics més importants de l'àmbit (siguin museus o centres d'art) a l'alçada d'altres grans equipaments de municipis com Mataró, Girona,Tarragona, Figueres, i d'altres que no formen part de la centralitat barcelonina.
En el sector de les arts visuals, cal destacar el projecte La Nau, especialitzat en les arts performàtiques i instal·lat des de l'any 2010 a L'Estruch. Altres entitats culturals de la ciutat com la Fundació Antiga Caixa Sabadell 1859, l'Aliança Francesa i l'Acadèmia de Belles Arts, també ofereixen programacions visual. També hauríem de destacar, que Sabadell es considera
tradicionalment una ciutat rica en artistes, molts d'ells amb l'estudi i residència a la mateixa ciutat.
Pel que fa a la formació artística, val la pena destacar l‘oferta formativa de l'Escola Superior de Disseny (ESDi), creada l'any 1989 per la Fundació del Disseny Tèxtil (FUNDIT), amb una reconeguda trajectòria en el camp del disseny, una gran capacitat d'acompanyament de l'alumnat en les pràctiques i en la creació d'empreses pròpies que reforcen el sector. Així mateix, l'ESDi ofereix des de l'any 2002 formació universitària com a centre adscrit a la Universitat Ramon Llull en disseny gràfic, de moda, de producte, d'interiors i audiovisuals.

### Biblioteques
La ciutat de Sabadell compta amb diverses biblioteques públiques: la Biblioteca central urbana Vapor Badia, situada en l'òrbita del centre de la ciutat i al voltant de la qual es vertebra tota l'actuació de la xarxa de Biblioteques Municipals de Sabadell. Les Biblioteques de Can Puiggener, Els Safareigs, La Serra, Nord, Sud i Ponent, que formen part d'una xarxa municipal integrada de serveis bibliotecaris a la ciutadania. Les set biblioteques, formen part de la xarxa de biblioteques públiques municipals que la Diputació de Barcelona i els ajuntaments de la província estableixen mitjançant convenis de col·laboració pel que fa a la creació i al funcionament d'aquest tipus d'equipaments. Per una banda, la Diputació de Barcelona aporta el personal bibliotecari, un fons documental inicial estàndard i el sistema informàtic i el seu manteniment. Per la seva part, l'Ajuntament aporta el personal tècnic auxiliar bibliotecari i de consergeria, els solars i la construcció de l'equipament, el manteniment dels edificis, mobiliari i la resta de l'equipament. El Pla de Biblioteques 2006-2011 va dibuixar el model de desplegament territorial a Sabadell.

### Patrimoni
L'Arxiu Històric de Sabadell i els museus municipals, Museu d'Art i Museu d'història, són els equipaments responsables de conservar, estudiar i difondre el patrimoni local material o immaterial de la ciutat, siguin documents, objectes, edificis, o excavacions arqueològiques. A partir d'aquests objectius, els museus desenvolupen les seves accions i programacions.
L'Arxiu Històric de Sabadell és l'equipament públic que custodia un gran volum de documentació de caràcter històric i administratiu municipal. La gran riquesa històrica en fàbriques, entitats i famílies a la vila, fa que l'arxiu acabi rebent una gran quantitat de documentació provinent d'aquestes. Aquesta eclosió documental, ha comportat amb el temps un gran volum de feina com les tasques de digitalització. L'Arxiu disposa d'un espai adequat i d'onze persones treballant-hi. Cada any rep unes 5.000 consultes d'uns 2.400 usuàries i usuaris. Més enllà del treball de conservació i de difusió entre persones que duen a terme tasques d'investigació, s'ha de dir que l'arxiu realitza poques activitats de difusió adreçades al gran públic. Pel que fa als museus, les col·leccions més destacables i que són el reflex del patrimoni local se centren en la indústria tèxtil llanera, la indumentària, les manufactures, l'arqueologia, i l'art modern i contemporani locals. En aquest sentit, val la pena destacar la qualitat de les col·leccions dels museus municipals i dels seus serveis, com són el programa didàctic per escoles, les diferents col·leccions editorials, i el programa d'exposicions dels diferents espais.
Tant el Museu d'Art de Sabadell com el Museu d'Història, tenen la seva seu en edificis històrics de la ciutat: la Casa Turull i la Casa Casanovas respectivament. A més, l'espai Vapor Buxeda Vell forma part del museu d'Història com a important actiu patrimonial per explicar la història dels vapors i el patrimoni tèxtil a la ciutat. Altres punts patrimonials d'interès gestionats des del Museu d'Història de Sabadell són els següents: el campanar de Sant Fèlix, la capella de Sant Nicolau, la casa Duran, les coves de Sant Oleguer, l'ermita de Sant Iscle i Santa Victòria, l'església de Sant Pau de Riu-sec, els forns i obrador de ceràmica de l'escaiola, el molí de Sant Oleguer, el pou de glaç de Sant Oleguer, el refugi antiaeri i polvorí de l'aeroport de Sabadell, el safareig de la Font Nova, la Torre de l'aigua, els jaciments arqueològics, o les escultures al carrer.
Els Museus Municipals de Sabadell, per la seva història i el seu treball professional, són un referent en el marc dels museus locals catalans. Malgrat això, uns equipaments antiquats i la manca d'inversions adequades han estancat el seu creixement i no han facilitat la seva plena modernització, especialment tecnològica. També destaca l'Institut Paleontològic Miquel Crusafont, fundació privada creada a partir del traspàs de la Diputació de Barcelona el novembre de 2006, i que actualment té com a patrons a la Generalitat de Catalunya i la Universitat Autònoma de Barcelona. Com a centre de referència de recerca, conservació i difusió de la paleontologia de vertebrats a Catalunya, l'Institut té la voluntat d'impulsar i de promoure la recerca al més alt nivell internacional, la conservació del patrimoni paleontològic i permetre la transferència eficient de coneixement i d'aplicacions a la societat en general.

### Cultura popular
La cultura popular facilita la creació d'una identitat col·lectiva, sigui afavorint la generació de símbols compartits i expressions culturals comunes, o facilitant la descentralització territorial de l'oferta cultural, la consolidació de la xarxa social i l'enfortiment de la cohesió social. Més enllà de les festes comunes als Països Catalans, destaca la celebració de l'Aplec de la Salut. Considerada la segona festa major de la ciutat, amb més de 400 anys d'història, té un caràcter marcadament tradicional, reconegut a escala comarcal i amb valor simbòlic, històric i cultural dins i fora de la ciutat de Sabadell.

### Cultura de proximitat
La cultura de proximitat és un concepte ampli que pretén acostar el desenvolupament de l'acció cultural a la ciutadania, sobretot aquella que habitualment roman més distant del fet cultural. Per aquesta tasca, els diferents serveis, programes i equipaments de la ciutat s'impliquen cadascun a la seva manera elaborant propostes que facilitin l'accés ciutadà a les arts i el patrimoni. En aquest sentit, l'estratègia més utilitzada seria l'increment de la participació ciutadana en el desenvolupament de la vida cultural local. En aquesta línia de treball, destaca el paper del Casal Pere Quart com a espai cultural cèntric, polivalent, de qualitat i prestigi. S'ha de dir, que aquest espai té una molt bona imatge entre la ciutadania. Per la seva situació al bell mig de Sabadell és un espai de referència per a tota la ciutat, i tal com recomanava el Mapa Cultural de 1995 s'ha centrat en oferir serveis a les entitats locals. Amb el temps i a mesura que s'han anat obrint espais més adequats (Teatre de Ca l'Estruch per al petit format, Teatre Principal per a la música de cambra i el Cinema Imperial per a les programacions del Cine Club), ha anat deixant de ser únicament un espai de difusió artística. Té una forta demanda per part de les entitats per desenvolupar-hi les seves activitats culturals. A grans trets, intenta ser un referent pel món de les idees, la reflexió, el pensament, el debat, la sociologia, i altres disciplines intel·lectuals. Disposa d'un auditori de 237 butaques fixes i de 2 sales d'actes de 170 i 110 places respectivament. Aquesta variabilitat d'espais, permet dur-hi a terme actes de formats diferents. La programació municipal que s'hi desenvolupa en ells prové de les àrees de cultura, igualtat, medi ambient, salut mental, educació, esport, nova ciutadania, etc. Tret del Casal Pere Quart, existeix una extensa xarxa d'onze centres cívics, amb espais molt desiguals, alguns amb auditoris i espais per a certes pràctiques culturals. Aquests equipaments depenen de la Regidoria de Relacions Ciutadanes, i estudis com el Demoscerc han confirmat amb els seus resultats la gran capacitat d'atracció ciutadana que tenen aquests centres cívics a la ciutat. Tal com s'ha ressenyat amb anterioritat, també cal destacar el paper de les biblioteques com a equipaments culturals de proximitat. Ben dotades en espais i recursos, i distribuïdes pels barris de la ciutat, estableixen lligams forts i estrets 
amb els ciutadans del seu entorn

## Agents culturals

### Entitats
La ciutat de Sabadell, compta amb un teixit associatiu cultural molt actiu. Gran part de la realitat cultural de la ciutat deuen molt a les iniciatives ciutadanes, que al llarg dels anys han anat creant entitats, equipaments, programes, i altres dinàmiques cíviques. Com a exemples de referència, tenim les representacions d'òpera, els grups de teatre amateur o la capacitat d'organitzar activitats del cicle festiu a la ciutat. Fent una comparativa amb les dades existents, es pot veure que Sabadell, contràriament a la percepció existent, té un percentatge modest pel que fa al nombre d'entitats amb relació a la seva població, en comparació a d'altres municipis. Respecte a les entitats culturals, aquest és també lleugerament inferior al del conjunt de la comarca però àmpliament superior al del conjunt de la província de Barcelona. El 2010 hi havien 187 entitats culturals de tota classe: artístiques, populars, històriques, científiques, religioses, o regionals, de les quals 173 són associacions i 14 són fundacions.

### Administració
L'Ajuntament és un dels principals motors culturals de la ciutat pel que fa al nombre de serveis, programes, equipaments, activitats, professionals i pressupost esmerçat en la cultura. Disposa de diverses seccions:
- Secció de dinamització cultural, que inclou les biblioteques i el foment de la lectura, el cicle festiu i la cultura tradicional i popular, així com el treball en xarxa als barris de la ciutat.
- Secció de creació i difusió artística, destacant en aquest sentit el suport a la creació i tenint com a referent l'equipament de L'Estruch.
- Organisme Autònom de Museus i Arxiu.
- Oficina tècnica centrada en la comunicació i en la gestió dels públics entre d'altres.
- Secció d'administració[1]

### Sector privat
L'àmbit de la cultura tendeix a agrupar juntament amb els sectors tradicionals de les empreses clarament culturals, tot un seguit d'agents privats catalogats sota el terme d'indústries creatives. Es tracta d'un col·lectiu ampli i poc definit en els seus marges, i que es basen sobretot en els processos creatius, de disseny, generació d'idees i aplicació de coneixements. Sovint són difícils d'identificar, classificar i comptabilitzar, i es tracta principalment de professionals independents, petites i mitjanes empreses sovint d'àmbit local, tot i que es poden trobar alguns casos que intervenen més enllà del municipi. A Sabadell destaquen:
- Música: PICAP, Ememrecords, Ten Produccions, Montcau, Morrosko, Pub Griffin, Wild Geese i La Sala.
- Llibreries: Abacus, Tècnica, Llar del llibre, Paes, Norma Còmic, Librerío de la Plata.
- Cinemes: Els cinemes multisales de l'Eix Macià i els cinemes l'Imperial.
- Art: Acadèmia de Belles Arts, Impaktesvisuals, Gabarró Art, Art Intel·lecte, Nova 3 i Traça Art.
- Fundacions i altres: Fundació Banc de Sabadell, Fundació Antiga Caixa Sabadell, Museu del Gas.